# Baile de máscaras

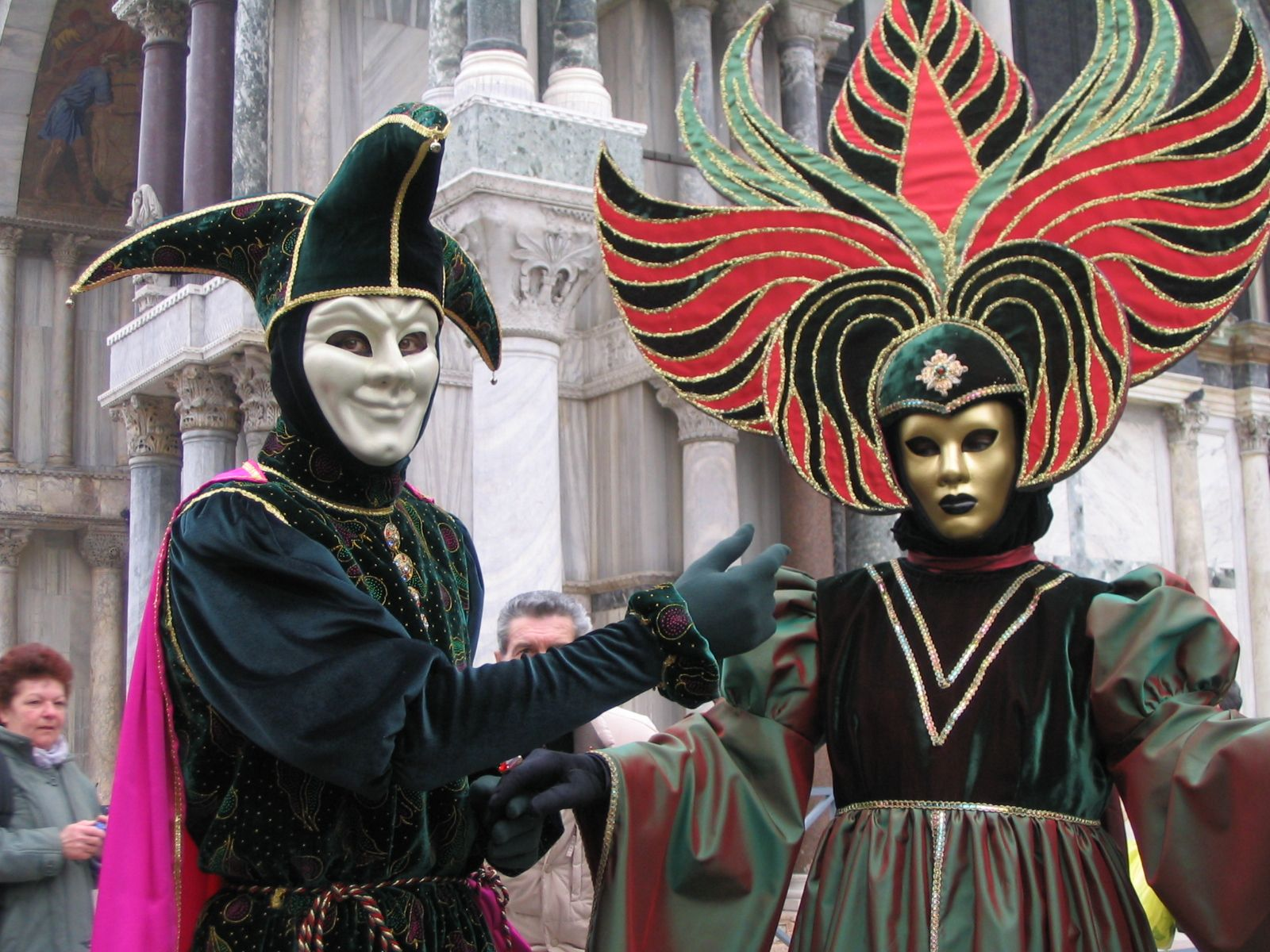
Baile de máscaras do Carnaval de Veneza.

Bailes de Máscaras, também chamados de Bailes à Fantasia ou Bals Masqués, foram os eventos precursores do carnaval moderno no Brasil.
As origens dos bailes de máscaras remontam à Idade Média, mais especificamente a Veneza e Florença, na Itália. No entanto, há registros de festas com máscaras na Grécia e Roma antigas.
Os primeiros bailes carnavalescos brasileiros tiveram lugar no Rio de Janeiro em 1641, em homenagem ao rei Dom João IV. Eles se popularizaram no final da década de 1830, embora só fosse permitida a entrada de duques, rainhas, princesas, príncipes, condes, condessas, duquesas e outros nobres.
No começo do século XIX no Brasil, houve a introdução do samba, recém-surgido no país como sua maior expressão musical. A partir da primeira metade do século XIX, para fazerem frente ao conjunto de brincadeiras conhecido como Entrudo, os bailes marcaram a adesão da nova burguesia capitalista à folia e a incorporação ao carnaval brasileiro do luxo e sofisticação característicos das festas de Paris (FERREIRA, 2005a, 2005b).
Bailes de máscaras são realizados até hoje, e são muito comuns nos Estados Unidos e na Guiana Francesa.